# Huangnan
Huangnan, även känt som Malho på tibetanska, är en autonom prefektur för tibetaner i Qinghai-provinsen, Folkrepubliken Kina. Den ligger omkring 170 kilometer söder om provinshuvudstaden Xining. Prefekturen är en del av den tibetanska kulturella regionen Amdo. Prefekturens tibetanska och kinesiska namn betyder båda "söder om Gula floden".

## Administrativ indelning
Prefekturen är indelad i tre härad och ett autonomt härad:
| Karta | Nr                                  | Namn              | Kinesiska                | Pinyin                                              | Tibetanska                          | Wylie  | Befolkning (2010) | Area (km²) | Befolknings- täthet (/km²) |
| ----- | ----------------------------------- | ----------------- | ------------------------ | --------------------------------------------------- | ----------------------------------- | ------ | ----------------- | ---------- | -------------------------- |
|       |                                     |                   |                          |                                                     |                                     |        |                   |            |                            |
| 1     | Tongren härad                       | 同仁县            | Tóngrén xiàn             | Officiellt: ཐུང་རིན་རྫོང་། (རེབ་གོང་རྫོང་། eller རེ་སྐོང་རྫོང་།) | thung rin rdzong                    | 92 601 | 3 465             | 26,72      |                            |
| 2     | Chentsa härad                       | 尖扎县            | Jiānzhā xiàn             | གཅན་ཚ་རྫོང་།                                          | bgcan tsha rdzong                   | 55 325 | 1 712             | 32,31      |                            |
| 3     | Tsekhog härad                       | 泽库县            | Zékù xiàn                | རྩེ་ཁོག་རྫོང་།                                           | rtse khog rdzong                    | 69 416 | 6 494             | 10,68      |                            |
| 4     | Autonoma häradet Henan för mongoler | 河南蒙古族 自治县 | Hénán Měnggǔzú Zìzhìxiàn | རྨ་ལྷོ་སོག་རིགས་རང་སྐྱོང་རྫོང་།                               | rma lho sog rigs rang skyong rdzong | 39 374 | 6 250             | 6,29       |                            |

## Klimat
Genomsnittlig årsnederbörd är 606 millimeter. Den regnigaste månaden är juli, med i genomsnitt 149 mm nederbörd, och den torraste är december, med 2 mm nederbörd.